# Listă de conducători de stat din 636
632 - 633 - 634 - 635 - 636 - 637 - 638 - 639 - 640
Aceasta este o listă a conducătorilor de stat din anul 636:

## Europa
- Anglia, statul anglo-saxon Bernicia: Oswald (rege, 635-643; totodată, rege în Deira, 635-643)
- Anglia, statul anglo-saxon Deira: Oswald (rege, 635-643; totodată, rege în Bernicia, 635-643)
- Anglia, statul anglo-saxon East Anglia: Ecgric (rege, 635?-636?) și Anna (rege, 636?-cca. 655?)
- Anglia, statul anglo-saxon Essex: Sigeberht I Parvus (rege, 617?-cca. 652)
- Anglia, statul anglo-saxon Kent: Eadbald (rege, 618-640)
- Anglia, statul anglo-saxon Mercia: Penda (rege, 628/634-656; totodată, rege în Wessex, 645-648)
- Anglia, statul anglo-saxon Sussex: rege necunoscut
- Anglia, statul anglo-saxon Wessex: Cynegils (rege, 611-643)
- Benevento: Arechis I (duce, 591-641)
- Bizanț: Heracliu (împărat din dinastia Heraclizilor, 610-641)
- Francii: Dagobert I (rege din dinastia Merovingiană, 629-639)
- Francii din Austrasia: Sigibert al III-lea (rege din dinastia Merovingiană, 634-656)
- Friuli: Grasulf al II-lea (duce, 617-651)
- Gruzia, statul Khartlia (Iberia): Adarnase I (patriciu, 627-637/642)
- Longobarzii: Arioald (Ariovald) (rege, 625/626-636) și Rothari (rege din dinastia Harodingienilor, 636-652)
- Ravenna: Isaac (exarh, 625-643)
- Scoția, statul picților: Brude al II-lea (rege, 635-641)
- Scoția, statul celt Dalriada: Domnall Brecc (rege, 629-642)
- Spoleto: Theodelap (duce, 602-650)
- Statul papal: Honorius I (papă, 625-638)
- Vizigoții: Sisenand (rege, 631-636) și Chintila (rege, 636-639)

## Asia

### Orientul Apropiat
- Bizanț: Heracliu (împărat din dinastia Heraclizilor, 610-641)
- Persia: Yazdegerd al III-lea (suveran din dinastia Sasanizilor, 632-651)
- Califatul arab: Umar al-Faruk ibn al-Hattab (calif, 634-644)

### Orientul Îndepărtat
- Cambodgia, statul Tjampa: Kandharpadharma (rege din a patra dinastie, 629?-?) (?)
- Cambodgia, statul Chenla: Bhavavarman al II-lea (rege, cca. 635-cca. 640)
- China: Taizong (împărat din dinastia Tang, 627-649)
- Coreea, statul Koguryo: Yongyu (Konmu) (rege din dinastia Ko, 618-642)
- Coreea, statul Paekje: Mu (Chang) (rege din dinastia Ko, 600-642)
- Coreea, statul Silla: Sondok (Tongman) (regină din dinastia Kim, 632-647)
- India, statul Chalukya: Pulașekin al II-lea (rege, 609/610-642)
- India, statul Chalukya răsăriteană: Jayasimha I (rege, 632-663)
- India, statul Pallava: Narasimhavarman I Simhavișnu Mahamalla (rege din a doua dinastie, 630-668)
- Japonia: Jomei (împărat, 629-641)
- Kashmir: Pratapaditya al II-lea (Durlabhaka) (rege, 632-682)
- Nepal: Amșuvarman (rege din dinastia Thakuri, 635-639)
- Sri Lanka: Kașyapa al II-lea (rege din dinastia Silakala, 632-641)
- Tibet: Srong-bTsan sGampo (Song-tsen Gampo) (chos-rgyal, 618/620-649/650)